# Kroumirie
Kroumirie (även Khroumirie) är en bergskedja i nordöstra Algeriet och nordvästra Tunisien. Den är bevuxen av täta skogar, där korkeken dominerar.

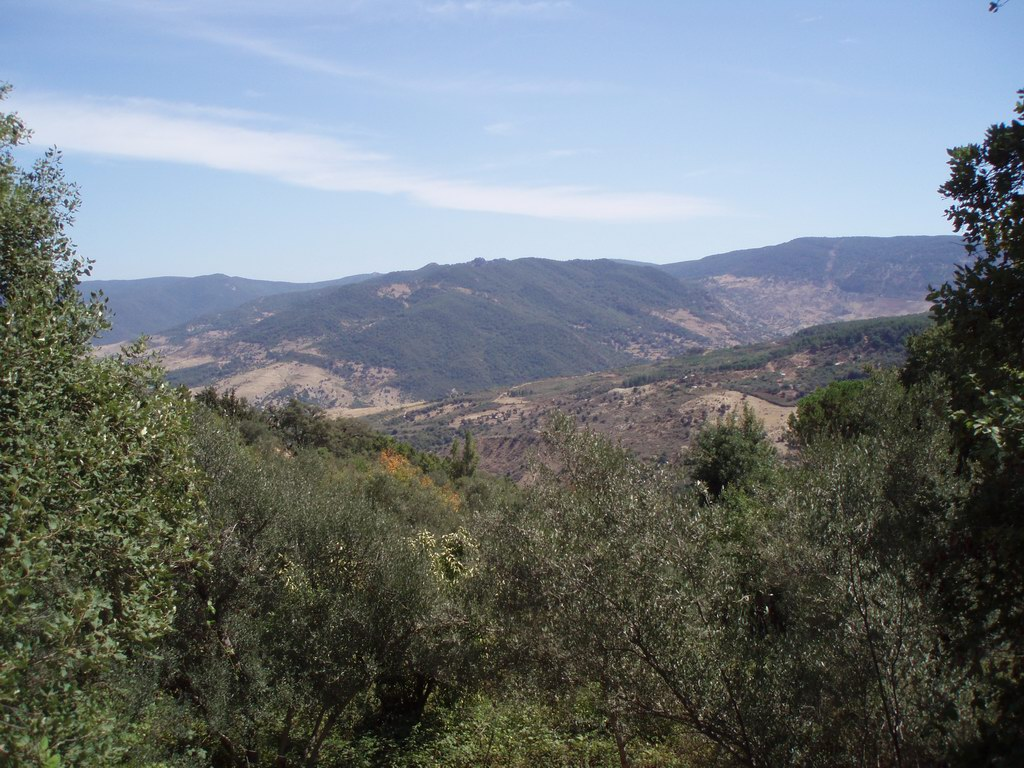
Kroumirie (Tunisien)